# Hexatoma peruviana
Hexatoma peruviana är en tvåvingeart som först beskrevs av Alexander 1914.  Hexatoma peruviana ingår i släktet Hexatoma och familjen småharkrankar.
Artens utbredningsområde är Peru. Inga underarter finns listade i Catalogue of Life.